# OTVスーパーニュース
『OTVスーパーニュース』（オーティーブイスーパーニュース、ラテン文字表記：OTV Super NEWS）は、1998年3月30日から2015年3月29日まで沖縄テレビで夕方に放送されていた沖縄県向けのローカルワイドニュース番組である。

## 概要
平日に放送されていた『OTVニュース555 ザ・ヒューマン』と、週末に放送されていた『FNN OTVニュース ザ・ヒューマン』に替わってスタートした。番組表などでは、16:50 - 17:54は「スーパーニュース」、17:54 - 19:00は「FNN OTVスーパーニュース」と分割表記されていた。
番組は17年間にわたって放送されていたが、フジテレビ発の全国ニュースが『みんなのニュース』へ改題リニューアルするのに伴い、2015年3月29日放送分をもって終了。同年3月30日からは替わって『みんなのニュース おきCORE』が放送されている。

## 放送時間
| 期間      | 期間      | 放送時間（JST）                | 放送時間（JST）        | 放送時間（JST）       | 放送時間（JST）       |
| 期間      | 期間      | 月曜日・火曜日・木曜日・金曜日 | 水曜日                 | 土曜日                | 日曜日                |
| --------- | --------- | ------------------------------ | ---------------------- | --------------------- | --------------------- |
| 1998.3.30 | 2000.4.2  | 17:55 - 18:55（60分）          | 17:55 - 18:55（60分）  | 18:00 - 18:30（30分） | 17:30 - 18:00（30分） |
| 2000.4.3  | 2001.4.1  | 17:54 - 18:55（61分）          | 17:54 - 18:55（61分）  | 18:00 - 18:30（30分） | 17:30 - 18:00（30分） |
| 2001.4.2  | 2003.9.30 | 17:54 - 18:55（61分）          | 17:54 - 18:55（61分）  | 17:30 - 18:00（30分） | 17:30 - 18:00（30分） |
| 2003.10.1 | 2005.3.31 | 16:59 - 18:55（116分）         | 16:59 - 18:55（116分） | 17:30 - 18:00（30分） | 17:30 - 18:00（30分） |
| 2005.4.1  | 2007.9.30 | 16:55 - 18:55（120分）         | 16:55 - 18:55（120分） | 17:30 - 18:00（30分） | 17:30 - 18:00（30分） |
| 2007.10.1 | 2011.4.3  | 16:53 - 18:55（122分）         | 16:53 - 18:55（122分） | 17:30 - 18:00（30分） | 17:30 - 18:00（30分） |
| 2011.4.4  | 2012.9.30 | 16:53 - 19:00（127分）         | 16:53 - 19:00（127分） | 17:30 - 18:00（30分） | 17:30 - 18:00（30分） |
| 2012.10.1 | 2013.8.4  | 16:50 - 19:00（130分）         | 16:50 - 19:00（130分） | 17:30 - 18:00（30分） | 17:30 - 18:00（30分） |
| 2013.8.5  | 2013.9.27 | 16:50 - 19:00（130分）         | 16:30 - 19:00（150分） | 17:30 - 18:00（30分） | 17:30 - 18:00（30分） |
| 2013.9.30 | 2015.3.29 | 16:50 - 19:00（130分）         | 16:50 - 19:00（130分） | 17:30 - 18:00（30分） | 17:30 - 18:00（30分） |

## タイムテーブル

### 平日版
2014年10月時点。
| 第1部『スーパーニュース』        | 第1部『スーパーニュース』 | 第1部『スーパーニュース』 |
| 時刻                             | 内容                      | 備考 |
| -------------------------------- | ------------------------- | --- |
| 16:50                            | CM                        | |
| 16:52.30                         | オープニング              | 『スーパーニュース』フジテレビ発全国ニュース。 |
|                                  | ニュース                  | |
|                                  | オオタニ天気              | |
|                                  | 芸能通やく                | |
|                                  | スーパー特報              | |
| 第2部『FNN OTVスーパーニュース』 |                           | |
| 時刻                             | 内容                      | 備考 |
| 17:54                            | 全国ニュース              | 『FNNスーパーニュース』を内包。（FNN全国ネット28局枠） |
| 18:15                            | オープニング              | 提供クレジット後、トップニュース。その後、キャスターが挨拶。 |
|                                  | ローカルニュース          | 沖縄県内ローカルニュース。 |
|                                  | 特集                      | |
| 18:38頃                          | 天気予報                  | 2014年4月より週替わりで季節に合わせたBGMを流している。 |
| 18:40                            | えなみゼミ                | 『FNNスーパーニュース』を内包。 |
|                                  | 全国ニュース              | 同上 |
| 18:51.15                         | ローカルニュース          | ニュースを1本伝えた後、スタジオに週替わりで飾られる生け花をバックに明日の特集の紹介と、天カメをバックにきょうの主なニュース3項目を紹介。その後キャスターの挨拶後、天カメをバックに19時から放送される番組の予告テロップ表示。 |
| 18:52.55                         | CM                        | |
| 18:55.25                         | 天気予報                  | 企業の1分間フィラーCMをバックに天気テロップを表示、2011年3月10日までは独立した枠での放送だった。 |
| 18:58.10                         | ENDクレジット             | |
| 18:58.15                         | 放送終了                  | |

### 週末版
| 『FNNスーパーニュースWEEKEND』 | 『FNNスーパーニュースWEEKEND』 | 『FNNスーパーニュースWEEKEND』 |
| 時刻                           | 内容                           | 備考                           |
| ------------------------------ | ------------------------------ | ------------------------------ |
| 17:30                          | ヘッドライン・全国ニュース     | フジテレビ発全国ニュース。     |
|                                | WEEKEND SPORTS                 |                                |
|                                | WEEKEND FLASH                  |                                |
| 17:47.05                       | ローカル枠入り前のジングル     |                                |
| 17:47.10                       | CM                             |                                |
| 17:48.40                       | ローカルニュース               | 沖縄県内ローカルニュース。     |
| 17:53.45                       | 天気予報                       |                                |
| 17:56:52                       | 提供クレジット                 | 東京のスタジオ映像。           |
| 17:57.00                       | 放送終了                       |                                |

## コーナー

### 番組終了時点
- 「戦世から70年 今こそ」
  - 沖縄戦の証言を一つでも多く残すと共に、なぜ日本が戦争に突き進んだのかを検証していく企画。2014年10月スタート。
- （月曜）「Sports」
  - 週末のスポーツニュースを伝える。月曜日以外にも不定期で放送される。
- （隔週火曜）「横井謙典の海ありんくりん」
  - 水中カメラマンの横井謙典をスタジオに招き、横井が撮影した海中映像をトークを交えながら紹介する。2007年10月スタート。
- （隔週火曜）「みんなの放課後」
  - 県内で活躍する児童・生徒の課外活動を紹介する企画。
- （水曜）「沖縄イズム」
  - 仕事に情熱を注ぐ人を紹介する企画。2013年4月スタート。
- （隔週木曜）「河川・環境シリーズ」
  - 1981年に本格的な夕方ワイドニュース『OTVニュース6:30』開始と同時に「河川シリーズ」としてスタート。1991年から「河川・環境シリーズ」となり、その後の後継番組にもこのシリーズが引き継がれている。2011年4月に放送30周年を迎え、2014年に放送回数1400回を迎える。
- （隔週金曜）「ひと×まち=未来 明日への方程式」
  - まちづくりの取り組みを紹介する企画。2005年4月スタート。
- （月曜・金曜）「イチキロヘラス！」
  - ウチナーンチュの健康意識を高めるための企画。2013年7月スタート。

（不定期）
- 「遠山光一郎の熱風アジア」
  - 躍動するアジアの今を県委託駐在員でWUB沖縄シンガポール会長の遠山光一郎が現地でリポートする。2014年8月スタート。
- 「特集」
- 「リポート」
- 「記者解説」
- 「カメラスケッチ」
- 「モノトーンの時代から」
- 「ゲストトーク」

### 過去
- 「プレイバック40 モノトーンの時代から」 - 沖縄テレビ開局40周年記念企画（1999年度）
- 「30年目の沖縄県」 - 沖縄県本土復帰30周年記念企画（2002年度）
- 「国際通り活性化キャンペーン 1マイル物語（ストーリー）」
- 「?チェック」 - 視聴者からの疑問・質問を基に取材をする企画。
- 「中継・街角アッチャー」
- 「戦世から60年」（2005年度）
- 「オキナワ再生（リバース）」
- 「四季彩彩」
- 「スクリーンカレンダー」 - 沖縄テレビ開局50周年記念企画（2009年度）
- 「お天気うんちく」
- 「復帰を知る」沖縄県本土復帰40周年記念企画（2012年度）
- 「沖縄の襷」

## 歴代のキャスター

### 平日版
| 期間      | 期間      | 男性           | 男性           | 男性       | 女性                  | 女性                  | 女性       |
| 期間      | 期間      | 月曜・火曜     | 水曜           | 木曜・金曜 | 月曜・火曜            | 水曜                  | 木曜・金曜 |
| --------- | --------- | -------------- | -------------- | ---------- | --------------------- | --------------------- | ---------- |
| 1998.3.30 | 2000.3.31 | 中安章雄       | 中安章雄       | 前原信一   | 阿佐慶涼子            | 阿佐慶涼子            | 仲地恵     |
| 2000.4.3  | 2001.6.29 | 中安章雄       | 中安章雄       | 伊藤彰伸   | 本橋亜希子            | 本橋亜希子            | 阿佐慶涼子 |
| 2001.7.2  | 2002.3.29 | 中安章雄       | 中安章雄       | 伊藤彰伸   | 本橋亜希子            | 本橋亜希子            | 寺田麗子   |
| 2002.4.1  | 2004.4.2  | 中安章雄       | 中安章雄       | 伊藤彰伸   | 本橋亜希子            | 本橋亜希子            | 阿佐慶涼子 |
| 2004.4.5  | 2006.3.31 | 伊藤彰伸       | 伊藤彰伸       | 古川貴裕   | 本橋亜希子            | 本橋亜希子            | 阿佐慶涼子 |
| 2006.4.3  | 2007.3.30 | 古川貴裕       | 伊藤彰伸       | 伊藤彰伸   | 阿佐慶涼子            | 本橋亜希子            | 本橋亜希子 |
| 2007.4.2  | 2007.8.24 | （不在）       | 伊藤彰伸       | 伊藤彰伸   | 阿佐慶涼子 本橋亜希子 | 本橋亜希子            | 平良いずみ |
| 2007.8.27 | 2008.4.4  | （不在）       | （不在）       | 古川貴裕   | 阿佐慶涼子 本橋亜希子 | 本橋亜希子 平良いずみ | 平良いずみ |
| 2008.4.7  | 2009.3.27 | 三好ジェームス | 三好ジェームス | 古川貴裕   | 本橋亜希子            | 本橋亜希子            | 阿佐慶涼子 |
| 2009.3.30 | 2010.5.7  | 三好ジェームス | 三好ジェームス | 伊藤彰伸   | 本橋亜希子            | 本橋亜希子            | 平良いずみ |
| 2010.5.10 | 2011.2.28 | 三好ジェームス | 三好ジェームス | 古川貴裕   | 本橋亜希子            | 本橋亜希子            | 平良いずみ |
| 2011.3.1  | 2011.3.25 | 三好ジェームス | 三好ジェームス | 古川貴裕   | 金城わか菜            | 金城わか菜            | 平良いずみ |
| 2011.3.28 | 2014.6.30 | 三好ジェームス | 三好ジェームス | 古川貴裕   | 平良いずみ            | 平良いずみ            | 金城わか菜 |
| 2014.7.1  | 2015.3.29 | 佐久本浩志     | （不在）       | 古川貴裕   | 平良いずみ            | 平良いずみ 金城わか菜 | 金城わか菜 |

## スタジオセット
- 初代（番組開始時 - 2000年3月31日）
- 2代目（2000年4月3日 - 2002年3月29日）
- 3代目（2002年4月1日 - 2004年4月2日）
- 4代目（2004年4月5日 - 2006年8月29日） - ここまでニュース専用スタジオ。現在でも現行のスタジオ[いつ?]が使用できない場合にはこのスタジオが使用される。
- 5代目（2006年8月30日 - 2011年3月14日） - ここからHD化に伴い、スタジオも移動。
- 6代目（2011年3月28日 - 2014年9月26日）
- 7代目（2014年10月6日 - 2015年3月27日）

## 第1部について
2004年4月5日から2007年9月21日まで、17時台のスーパーニュースの冒頭をローカルに差し替え県内のニュースや生活情報を伝えた。

### 概要
2004年4月5日から2005年3月31日までは月曜 - 金曜 16:59 - 17:17頃に、2005年4月1日から2007年9月21日までは毎週金曜 16:55 - 17:40頃に放送。ただし、番組は『スーパーニュース』に飛び乗る形を取っていたため、ニュースVTRの途中で飛び乗ることもしばしばあった。

### 2004年度

#### 出演者

##### メインキャスター
- （月曜 - 水曜）本橋亜希子
- （木曜 - 金曜）古川貴裕

##### サブキャスター
- OTVアナウンサーが交替で出演。

##### リポーター
- 儀間絵梨

#### コーナー
- （月曜）「沖縄ライフスタイル」
  - 「@home」「goo shop」「創造人（くりえいちゃー）」を週替わりで放送
- （月曜）「週刊8ちゃんガイド」
- （火曜）「ニューストレンド」
- （水曜）「おばあの恋するグルメ」
- （木曜）「いきいきナビ」
- （金曜）「ゲストコーナー」
- （金曜）「週末情報」

### 2005 - 2007年度

#### 出演者

##### メインキャスター
- （2005年度）古川貴裕、平良いずみ
- （2006年度 - 2007年度）平良いずみ、三好ジェームス

##### リポーター
- 儀間絵梨

#### コーナー
- 「特集コーナー」
  - 以下の内容を週替わりで放送。
  - 「島のごちそう」
  - 「ウェルネス楽園」
  - 「創造人（くりえいちゃー）」
  - 「@home」
- 「ウィークエンドフラッシュ」
- 「ニュース解説」
- 「島に吹く風」
- 「Goodなウチナーグチ講座」
- 「J☆dream FC琉球」
- 「季節のカレンダー」
- 「ゲストコーナー」
- 「横井謙典と美ら海と共に」→「横井謙典美ら海を泳ぐ」
- 「週末情報」